# دلفین پاندایی
دلفین پاندایی یا دلفین کامرسون (نام علمی: Cephalorhynchus commersonii)، یک آب‌باز و یکی از چهار عضو سرده سیاه‌سفیدها است. این دلفین با نام‌های دلفین راسو و دلفین دورنگ نیز خوانده می‌شود.

## ویژگی‌های ظاهری
رنگ‌آمیزی بدن دلفین پاندایی در میان دیگر گونه‌های دلفین تک و منحصر به فرد است. سر، باله پشتی و دم‌باله در این دلفین به رنگ سیاه است و بدن و گلو به رنگ سفیداند. خط جداکننده دو بخش آشکار و واضح است. این دلفین از کوچک‌ترین آب‌بازانی به‌شمار می‌رود که طولشان به کمتر از ۱٫۵ متر می‌رسد. یک دلفین پاندایی ماده که در آب‌های پاتاگونیا گرفته شد با ۱٫۳۶ متر طول و ۲۳ کیلوگرم وزن کوچک‌جثه‌ترین آب‌باز ثبت شده‌است. 
ظاهر این دلفین آن را همانند گرازماهی می‌کند، با این حال رفتار آن مانند رفتار دیگر دلفین‌ها است. باله پشتی دارای شیب تیز و ملایمی در جلو است که در پشت خمیده می‌شود. این دلفین پوزه ندارد. دلیل آنکه قلمرو این دلفین‌ها محدود به کرانه جنوبی آمریکای جنوبی و جزایر کرگولن، در جنوب اقیانوس هند ناشناخته مانده است.
دو جنس به سادگی از روی رنگ‌آمیزی بدن تشخیص داده می‌شوند. نرها در زیر بدن و روی شکم الگویی سیاه رنگ به شکل قطره دارند، حال آنکه در ماده‌ها این الگو گردتر و دایره‌وارتر است. سن بلوغ جنسی در ماده‌ها شش تا نُه‌سالگی است. نرها نیز تقریباً در همان سن به بلوغ می‌رسند. جفت‌گیری در فصل‌های بهار و زمستان انجام می‌شود. طول دوره بارداری ۱۱ ماه است. بیشترین عمر ثبت شده برای دلفین‌های پاندایی ۱۸ سال بوده‌است.

## گستره و جمعیت

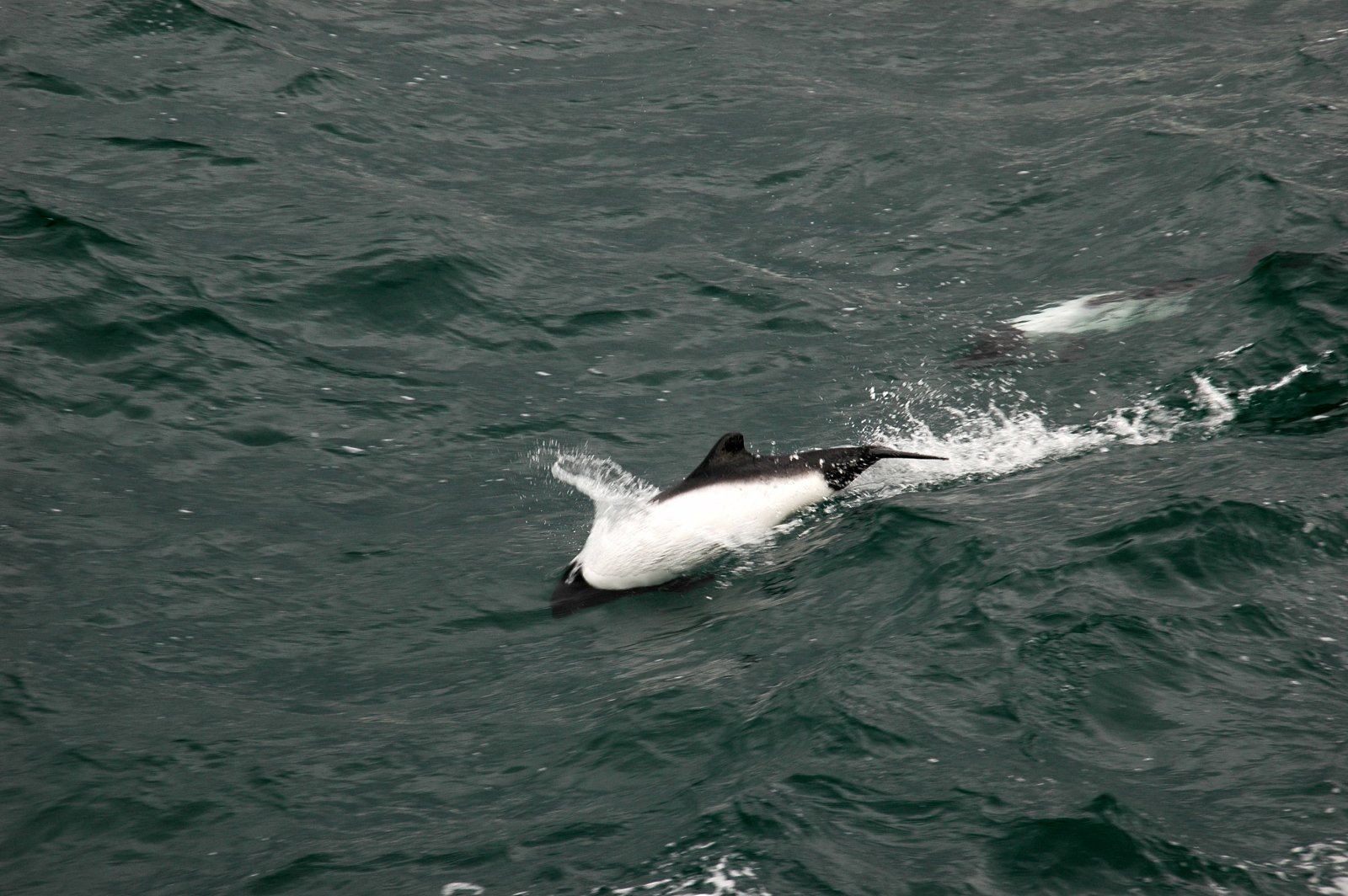
یک دلفین پاندایی در حال شنا در تنگه ماژلان

دلفین‌های راسو در دو منطقه جهان پراکنده شده‌اند. بیشترین گروه جمعیتی در کرانه‌های آرژانتین و جزایر فالکلند زندگی می‌کند. گروه دوم، که در دهه ۱۹۵۰ کشف شدند، در آب‌های جزایر کرگولن یافت می‌شوند. این جزایر در ۸٬۰۰۰ کیلومتری مکان زندگی گروه نخست قرار دارند. این جانوران آب‌های کم عمق را ترجیح می‌دهند. جمعیت جهانی آن‌ها مشخص نیست، با این حال یک سرشماری در سال ۱۹۸۴ تعداد ۳٬۴۰۰ تا از آن‌ها را در کنار تنگه ماژلان تخمین زد.

## رفتار
دلفین پاندایی بسیار فعال است. اغلب می‌توان آن را در حالی که بر سطح آب با سرعت شنا می‌کند و از آن به بیرون می‌پرد دید. این دلفین همچنین در حال شنا بدن خود را می‌چرخاند یا در آب دور می‌زند. همچنین گاه بر روی موج‌های اقیانوس در کنار کرانه‌ها بازی می‌کند. دلفین راسو مانند بسیاری دیگر از دلفین‌ها بر موج‌های ایجاد شده در پشت و کنار کشتی‌ها و قایق‌های تندرو پرش و بازی می‌کند. آن‌ها همچنین دوست دارند تا وارونه و روی پشتشان شنا کنند، حالتی که گمان می‌رود به آن‌ها در دیدن بهتر طعمه‌هایشان کمک می‌کند.
غذای این گونه را بیشتر ماهیان لجهای و ماهی مرکب تشکیل می‌دهد. جمعیت ساکن جنوب آمریکای جنوبی سخت‌پوستان را نیز شکار می‌کنند.

## وضعیت بقا
اتحادیه بین‌المللی حفاظت از محیط زیست وضعیت بقای دلفین پاندایی را در فهرست سرخ خود در حالت اطلاعات ناکافی طبقه‌بندی کرده‌است. به دلیل علاقه این دلفین به زندگی در نزدیکی کرانه‌ها، احتمال گیر افتادنش در تورهای ماهیگیری وجود دارد. جمعیت دلفین‌های ساکن آمریکای جنوبی در پیوست دو کنوانسیون بن قرار دارد.
نزدیک به دوازده دلفین پاندایی در پارک‌های نمایشی از جمله سی ورلد در ایالات متحده و چند آکواریوم در ژاپن در اسارت نگه داشته می‌شوند.